# Alex Ross Perry
Alex Ross Perry (Pensilvânia, 14 de julho de 1984) é um cineasta, roteirista e ator norte-americano.